# Areopagitica

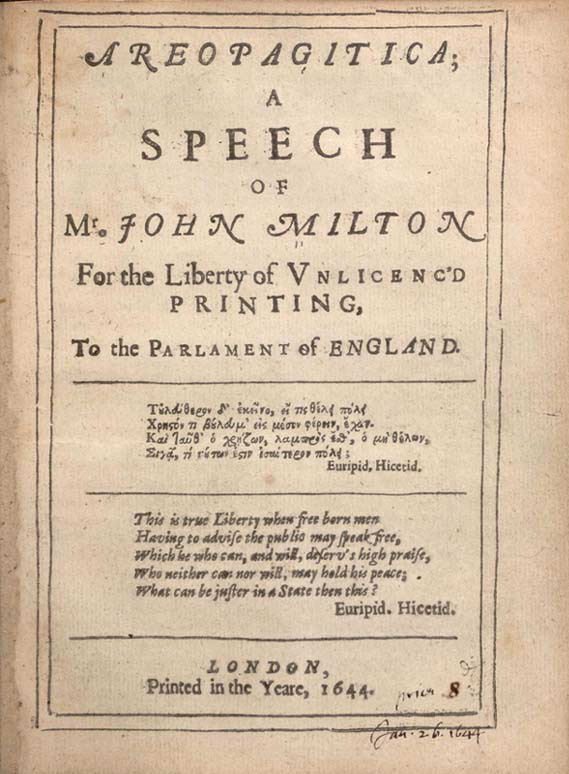
Primeira página do texto (1644)

Areopagitica; Um discurso do Sr. John Milton pela liberdade de impressão não licenciada, para o Parlamento da Inglaterra, é uma polêmica em prosa de 1644 do poeta, estudioso e autor polêmico inglês John Milton opondo-se ao licenciamento e à censura. Areopagitica está entre as defesas filosóficas mais influentes e apaixonadas da história do direito à liberdade de fala e expressão. Muitos de seus princípios expressos formaram a base para as justificativas modernas.

## História

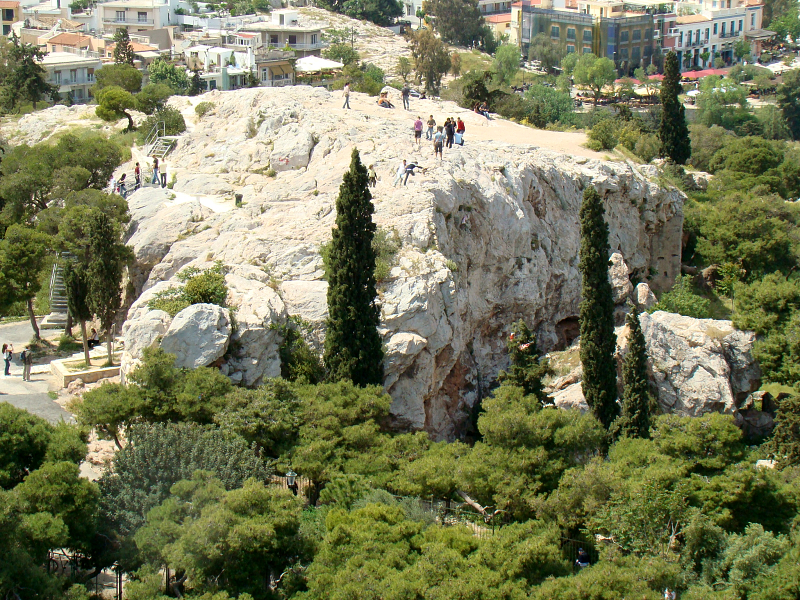
O Areópago, visto da Acrópole

Areopagitica foi publicado em 23 de novembro de 1644, no auge da Guerra Civil Inglesa. Leva o título em parte do Areopagitikos (em grego:  Ἀρεοπαγιτικός), um discurso escrito pelo orador ateniense Isócrates no século 4 aC. (O Areópago é uma colina em Atenas, local de tribunais reais e lendários, e era o nome de um conselho cujo poder Isócrates esperava restaurar.) Alguns argumentam que é também uma referência à defesa que São Paulo fez perante o Areópago em Atenas contra as acusações de promulgar deuses estrangeiros e ensinamentos estranhos, conforme registrado em Atos 17:18-34.
Como Isócrates, Milton (que não era parlamentar) não pretendia que seu trabalho fosse um discurso oral naquela assembléia. Em vez disso, foi distribuído via panfleto, desafiando assim a mesma censura de publicação contra a qual ele argumentou. Como um radical, Milton apoiou os presbiterianos no Parlamento inglês, e mais tarde trabalharia como funcionário público da nova república, mas neste trabalho ele argumentou vigorosamente contra a Portaria de 1643 do Parlamento para a Regulamentação da Impressão, também conhecida como Ordenação de Licença de 1643, na qual o Parlamento exigia que os autores tivessem uma licença aprovada pelo governo antes que seu trabalho pudesse ser publicado.
A questão era pessoal para Milton, pois ele próprio havia sofrido censura em seus esforços para publicar diversos tratados em defesa do divórcio (postura radical na época que não teve o apoio dos censores). Em particular, The Doctrine and Discipline of Divorce (1643), que ele publicou anonimamente e sem licença, foi condenado pelo clero puritano como sendo herético e com a intenção de promover a libertinagem sexual, e foi citado em petições ao parlamento como evidência da necessidade de reinstalar um sistema de licenciamento de pré-publicação. Areopagitica está repleta de referências bíblicas e clássicas que Milton usa para fortalecer seu argumento. Isso é particularmente adequado porque o panfleto estava sendo dirigido aos presbiterianos calvinistas que compunham o Parlamento naquela época.

## Argumento
Antes de apresentar seu argumento, Milton defende a própria ideia de escrever um tratado como o Areopagitica. Ele elogia a Inglaterra por ter superado a tirania de Carlos I e dos prelados, mas seu propósito é expressar suas queixas. Milton defende esse propósito, sustentando que trazer queixas ao Parlamento é uma questão de liberdade civil e lealdade, porque crítica construtiva é melhor do que falsa bajulação. Ele conclui sua introdução encorajando o Parlamento a obedecer "à voz da razão" e a estar "disposto a revogar qualquer lei" em nome da verdade e do julgamento correto.

### Origens do sistema de licenciamento
Milton começa com evidências históricas observando que a Grécia Antiga e Roma não aderiam à prática de licenciamento. Em alguns casos, escritos blasfemos ou caluniosos foram queimados e seus autores punidos, mas foi depois da produção que esses textos foram rejeitados, e não antes dela. Milton argumenta que uma obra deve ser "examinada, refutada e condenada", em vez de proibida antes do exame. Milton destaca que o licenciamento foi instituído pela primeira vez pelos católicos com a Inquisição. Este argumento apelou às crenças religiosas do Parlamento, uma vez que era dominado por protestantes e havia conflitos entre protestantes e católicos na Inglaterra. Milton fornece exemplos históricos das consequências após a Inquisição, incluindo como houve papas em Roma no início do século 14 que se tornaram licenciadores tirânicos. Por exemplo, o Papa Martinho V foi o primeiro a proibir a leitura de livros heréticos, e então no século 16 o Concílio de Trento e a Inquisição Espanhola proibiram textos que nem mesmo eram necessariamente heréticos, mas apenas desfavoráveis aos frades.

### Uso dos livros e da leitura
Milton precede seu argumento discutindo o propósito da leitura. Ele menciona que Moisés, Davi e Paulo eram eruditos, o que lembra seu público protestante de que ser instruído envolve a leitura de "livros de todos os tipos". Ele argumenta que isso inclui até mesmo os livros "maus" ou heréticos, porque podemos aprender com seus erros e descobrir o que é verdadeiro considerando o que não é verdadeiro. O que Milton quer dizer é que Deus dotou cada pessoa com a razão, o livre arbítrio e a consciência para julgar as ideias por si mesmas; portanto, as ideias em um texto devem ser rejeitadas por escolha do próprio leitor, não por uma autoridade licenciadora. Além disso, a mente não é corrompida simplesmente por encontrar a falsidade. Milton aponta que encontrar a falsidade pode na verdade levar a ações virtuosas, como a forma como os convertidos de São Paulo queimaram, privada e voluntariamente, livros efésios considerados "magia".

## Resposta crítica
Areopagitica não persuadiu os presbiterianos no Parlamento a invalidar o componente de censura pré-publicação da Ordenação de Licenciamento de 1643; a liberdade de imprensa neste sentido não foi alcançada até 1695, quando o Parlamento optou por não renovar a ordem. No entanto, como o tratado de Milton foi elogiado de forma esmagadora, compreender seu público nos leva a compreender por que ele não obteve sucesso. Milton e os presbiterianos haviam abolido juntos a Câmara das Estrelas sob Carlos I, mas agora que não estavam sendo oprimidos e detinham o poder, os presbiterianos no Parlamento não mais defendiam a liberdade de imprensa. Por meio da Ordem de Licenciamento de 1643, eles pretendiam silenciar os protestantes mais radicais, os independentes, bem como as obras de apoio ao rei que haviam começado a aparecer em Londres. O tratado de Milton é sua resposta a essa ordem de licenciamento, que veio claramente em um momento em que ele e o Parlamento já estavam em conflito.